# María Dolores Pradera
María Dolores Fernandez Pradera (29 de agosto de 1924 – 28 de maio de 2018) foi uma cantora e atriz espanhola.
Iniciou sua carreira como atriz, trabalhando no teatro e em em filmes espanhóis a partir da década de 1940: ¡Um mí la legión!  (1942), La Lola se va los puertos (1947), ou Agustina de Aragón (1950).
Durante a década de 1950, começou a cantar profissionalmente, gravando mais de 35 discos.
Como cantora, ela especializou-se em: bolero, copla, balada, ronda, vals, e música popular (Peruana, Argentina, Mexicana e Venezuelana). Sua voz de contralto tinha uma ressonância profunda e a certeza de posição melódicos que teve relação com a formação clássica. Sua pronúncia era puro Castelhano, e sua música atrelada ao latino-americano. Seu repertório abrangeu algumas das mais memoráveis e melodias do México, Peru, Venezuela e Chile. Normalmente cantava acompanhada por instrumentos como guitarras, requintos e tambores. Ela cantou por cerca de 30 anos com o mesmo grupo, Los Gemelos, formada por dois irmãos gêmeos, Santiago López Hernández e Julián López Hernández, até a morte de Santiago, no início da década de 1990.
María Dolores Pradera morreu em 28 de maio de 2018, aos 93 anos de idade.

## Filmografia
- Inés de Castro (1944), de Manuel Augusto García Viñolas.
- Altar mayor (1944), de Gonzalo Delgrás.
- Yo no me caso (1944), de Juan de Orduña.
- Noche decisiva (1945), de Julio de Fleischner.
- Los habitantes de la casa deshabitada (1946), de Gonzalo Delgrás.
- Embrujo (1947), de Carlos Serrano de Osma.
- Tiempos felices (1950), de Enrique Gómez Bascuas.
- Niebla y sol (1951), de José María Forqué.
- Vida en sombras (1952), de Lorenzo Llobet Gracia.
- Vuelo 971 (1953), de Rafael J. Salvia.
- Fantasía española (1953), de Javier Setó.
- La danza de los deseos (1954), de Florián Rey.
- Zalacaín el aventurero (1955), de Juan de Orduña.
- Carlota]] (1958), de Enrique Cahen Salaberry.
- Hay alguien detrás de la puerta (1960) de Tulio Demicheli.
- Cena de matrimonios (1962), de Alfonso Balcázar.
- Lección de Toledo (1966), de José Luis Borau.
- La orilla (1971), de Luis Lucia Mingarro.

## Honras
- Medalha de ouro de Mérito ao Trabalho (Reino da Espanha,  em 27 de abril de 2001).[6]
- Dama grã-cruz da Ordem Civil de Afonso X, o Sábio (Reino da Espanha, em 7 de outubro de 2016).[7]